# Georg Nikolaus von Nissen
Georg Nikolaus von Nissen, a voltes conegut com a Nicolaus o Nicolai (Haderslev, Dinamarca, 22 de gener de 1761 - Salzburg, Àustria, 24 de març de 1826) fou un diplomàtic i escriptor.
Va ser conseller del rei de Dinamarca i cònsol del seu país a la ciutat de Salzburg, on va conèixer la vídua de Mozart, Constanze, amb la qual va contraure matrimoni. Per aquest motiu va trobar molt material i documents autèntics, amb els quals va escriure una important biografia del gran compositor, que fou publicada el 1828, dos anys després de la mort de Nissen.
Aquest notable treball porta per títol Biographie W. A. Mozart's. Näch Originalbriefen, Sammlungen alles über ihn geschrieben mit vielen neuen Beilagen, Steindrücken, Musikblattern und einem Fac-Simile (Leipzig, 1828), al que s'afegí un suplement titulat Anhang zu Wolfgang Amadeus Mozart's Biographie (Leipzig, 1828).